# Delfino Borroni
Delfino Edmondo Borroni (Giussago, 23 augustus 1898 - Castano Primo, 26 oktober 2008) was op 110-jarige leeftijd de oudste man van Italië en de laatste Italiaanse veteraan van de Eerste Wereldoorlog.
Hij was geboren in Giussago, Italië. In januari 1917 werd hij opgeroepen en geplaatst in de 6e Reggimento Bersaglieri. Spoedig daarna vocht hij tegen de Oostenrijk-Hongaren in de Alpen van Valli del Pasubio. In Kobarid werd hij in z'n hiel geraakt door een kogel en krijgsgevangene gemaakt door de Oostenrijk-Hongaren. Gedurende de rest van de oorlog moest hij voor hen loopgraven graven tot hij ontsnapte in de slotfase van de oorlog.
Tijdens de Tweede Wereldoorlog was hij een trambestuurder. Tijdens een van zijn diensten was hij zwaargewond geraakt na een geallieerd bombardement op Italië.
Na zijn overlijden op 26 oktober 2008 was er veel Italiaanse aandacht voor Borroni. Op zijn begrafenis was ook de Italiaanse minister van Defensie aanwezig.